# 1955年の野球
1955年の野球（1955ねんのやきゅう）では、1955年の野球界における動向をまとめる。

## 競技結果

### 日本プロ野球

#### ペナントレース
| 順位 | 球団             | 勝 | 敗 | 分 | 勝率 | 差   |
| 1位  | 読売ジャイアンツ | 92 | 37 | 1  | .713 | 優勝 |
| 2位  | 中日ドラゴンズ   | 77 | 52 | 1  | .597 | 15.0 |
| 3位  | 大阪タイガース   | 71 | 57 | 2  | .555 | 20.5 |
| 4位  | 広島カープ       | 58 | 70 | 2  | .453 | 33.5 |
| 5位  | 国鉄スワローズ   | 57 | 71 | 2  | .445 | 34.5 |
| 6位  | 大洋ホエールズ   | 31 | 99 | 0  | .238 | 61.5 |

| 順位 | 球団             | 勝 | 敗 | 分 | 勝率 | 差   |
| 1位  | 南海ホークス     | 99 | 41 | 3  | .707 | 優勝 |
| 2位  | 西鉄ライオンズ   | 90 | 50 | 4  | .643 | 9.0  |
| 3位  | 毎日オリオンズ   | 85 | 55 | 2  | .607 | 14.0 |
| 4位  | 阪急ブレーブス   | 80 | 60 | 2  | .571 | 19.0 |
| 5位  | 近鉄パールス     | 60 | 80 | 2  | .429 | 39.0 |
| 6位  | 大映スターズ     | 53 | 87 | 1  | .379 | 46.0 |
| 7位  | 東映フライヤーズ | 51 | 89 | 3  | .364 | 48.0 |
| 8位  | トンボユニオンズ | 42 | 98 | 1  | .300 | 57.0 |

#### 日本シリーズ
| 10月15日（土）                         | 第1戦  | 読売ジャイアンツ | 4 - 1    | 南海ホークス     | 大阪球場   |
| 10月16日（日）                         | 第2戦  | 読売ジャイアンツ | 0 - 2    | 南海ホークス     | 大阪球場   |
| 10月17日（月）                         | 移動日 | 移動日           | 移動日   | 移動日           | 移動日     |
| 10月18日（火）                         | 第3戦  | 南海ホークス     | 2 - 0    | 読売ジャイアンツ | 後楽園球場 |
| 10月19日（水）                         | 第4戦  | 雨天中止         | 雨天中止 | 雨天中止         | 後楽園球場 |
| 10月20日（木）                         | 第4戦  | 雨天中止         | 雨天中止 | 雨天中止         | 後楽園球場 |
| 10月21日（金）                         | 第4戦  | 南海ホークス     | 5 - 2    | 読売ジャイアンツ | 後楽園球場 |
| 10月22日（土）                         | 第5戦  | 南海ホークス     | 5 - 9    | 読売ジャイアンツ | 後楽園球場 |
| 10月23日（日）                         | 第6戦  | 読売ジャイアンツ | 3 - 1    | 南海ホークス     | 大阪球場   |
| 10月24日（月）                         | 第7戦  | 読売ジャイアンツ | 4 - 0    | 南海ホークス     | 大阪球場   |
| 優勝：読売ジャイアンツ（2年ぶり4回目） |        |                  |          |                  |            |

#### 個人タイトル
|                               | セントラル・リーグ | セントラル・リーグ | セントラル・リーグ | パシフィック・リーグ | パシフィック・リーグ | パシフィック・リーグ |
| タイトル                      | 選手               | 球団               | 成績               | 選手                 | 球団                 | 成績                 |
| ----------------------------- | ------------------ | ------------------ | ------------------ | -------------------- | -------------------- | -------------------- |
| 最優秀選手                    | 川上哲治           | 巨人               |                    | 飯田徳治             | 南海                 |                      |
| 最優秀新人                    | 西村一孔           | 大阪               |                    | 榎本喜八             | 毎日                 |                      |
| 沢村栄治賞(セ) 最優秀投手(パ) | 別所毅彦           | 巨人               |                    | 中村大成             | 南海                 |                      |
| 首位打者                      | 川上哲治           | 巨人               | .338               | 中西太               | 西鉄                 | .332                 |
| 最多本塁打                    | 町田行彦           | 国鉄               | 31本               | 中西太               | 西鉄                 | 35本                 |
| 最多打点                      | 川上哲治           | 巨人               | 79打点             | 山内和弘             | 毎日                 | 99打点               |
| 最多盗塁                      | 本多逸郎           | 中日               | 42盗塁             | 森下正夫             | 南海                 | 59盗塁               |
| 最多安打                      | 川上哲治 吉田義男  | 巨人 大阪          | 147安打            | 飯田徳治 R.バルボン  | 南海 阪急            | 163安打              |
| 最高出塁率                    | 川上哲治           | 巨人               | .432               | 山内和弘             | 毎日                 | .422                 |
| 最優秀防御率                  | 別所毅彦           | 巨人               | 1.33               | 中川隆               | 毎日                 | 2.08                 |
| 最多勝利                      | 大友工 長谷川良平  | 巨人 広島          | 30勝               | 宅和本司             | 南海                 | 24勝                 |
| 最多奪三振                    | 金田正一           | 国鉄               | 350奪三振          | 河村久文             | 西鉄                 | 225奪三振            |
| 最高勝率                      | 大友工             | 巨人               | .833               | 中村大成             | 南海                 | .852                 |

#### ベストナイン
|          | セントラル・リーグ | セントラル・リーグ | パシフィック・リーグ | パシフィック・リーグ |
| 守備位置 | 選手               | 球団               | 選手                 | 球団                 |
| -------- | ------------------ | ------------------ | -------------------- | -------------------- |
| 投手     | 別所毅彦           | 巨人               | 中村大成             | 南海                 |
| 捕手     | 広田順             | 巨人               | C.ルイス             | 毎日                 |
| 一塁手   | 川上哲治           | 巨人               | 杉山光平             | 南海                 |
| 二塁手   | 井上登             | 中日               | 岡本伊三美           | 南海                 |
| 三塁手   | 児玉利一           | 中日               | 中西太               | 西鉄                 |
| 遊撃手   | 吉田義男           | 大阪               | 木塚忠助             | 南海                 |
| 外野手   | 渡辺博之           | 大阪               | 山内和弘             | 毎日                 |
| 外野手   | 与那嶺要           | 巨人               | 飯田徳治             | 南海                 |
| 外野手   | 町田行彦           | 国鉄               | 戸倉勝城             | 阪急                 |

### 高校野球
- 第27回選抜高等学校野球大会優勝：浪華商業（大阪府）
- 第37回全国高等学校野球選手権大会優勝：四日市（三重県）

### 大学野球
- 第4回全日本大学野球選手権大会優勝：明治大

- 東京六大学野球連盟優勝 春：明治大、秋：早稲田大
- 東都大学野球連盟優勝 春：日本大、秋：専修大
- 関西六大学野球連盟優勝 春：同志社大、秋：関西学院大

### 社会人野球
- 第26回都市対抗野球大会優勝：全鐘紡
- 第5回日本産業対抗野球大会優勝：トキコ

### メジャーリーグ
- ワールドシリーズ
ブルックリン・ドジャース（ナ・リーグ） （4勝3敗） ニューヨーク・ヤンキース（ア・リーグ）

## できごと
- 前年結成された高橋ユニオンズがトンボ鉛筆製作所と業務提携して「トンボユニオンズ」と改称するが、シーズン終了後に提携が解消され、再び「高橋ユニオンズ」に名称が戻っている。

### 1月
- 1月16日 - 中日ドラゴンズの監督の天知俊一が退任し球団副社長に就任、後任の監督には野口明が就任[2]。

### 2月
- 2月23日 - イースタン・リーグが結成される[3]。

### 3月
- 3月1日 - ウエスタン・リーグが結成される[3]。
- 3月20日 - イースタン・リーグ結成記念大会が駒沢球場で開かれる。
- 3月31日 - 西鉄の仰木彬が平和台球場での対近鉄2回戦で1試合4三振のパ・リーグタイ記録[4]。

### 4月
- 4月2日
  - セ・リーグの公式戦が開幕[5]。
  - 第27回選抜高等学校野球大会1回戦の浪華商対立教戦において浪華商が6対0で勝利し、谷本隆路と広島尚保の継投によるノーヒットノーランを達成。選抜では唯一の継投による達成となっている[6]。
- 4月7日
  - 西鉄の中谷準志が平和台球場での対大映3回戦に出場し、プロ通算1000試合出場を達成[7]。
  - 第２７回選抜高等学校野球大会の準決勝戦の第二試合の桐生対明星戦において桐生が1体0で勝利し今泉喜一郎がノーヒットノーランを達成[8]。
- 4月8日 - 第27回選抜高校野球大会の決勝戦が行われ、浪華商が桐生を延長11回4対3でサヨナラ勝利し、18年ぶり2度目の優勝を達成[9]。
- 4月12日 - 阪神の藤村富美男が甲子園球場での対国鉄1回戦の二回裏に1号本塁打を打ち、プロ通算200本塁打を達成[10]。

### 5月
- 5月5日 - 大映は駒沢球場での対近鉄ダブルヘッダー第1試合の3回戦に2対5で敗れ15連敗。第2試合の4回戦に10対1で処理し、連敗を15で止める[11]。
- 5月10日 - 中日の杉下茂が川崎球場での対国鉄スワローズ6回戦に先発し、1対0でノーヒット・ノーランを達成[12]。
- 5月11日 - 南海ホークスの飯田徳治が西宮球場での対阪急4回で日本プロ野球通算1000試合出場を達成[13]。
- 5月21日 - 阪神の球団代表の田中義一は、監督の岸一郎が健康面での不安を理由に休養し、当面の間は助監督の藤村富美男が代理監督となると発表[14]。
- 5月22日 - 西鉄の仰木彬が松江での対トンボ5回戦でパ・リーグタイ記録の1試合6打席6安打[15]。
- 5月24日 - 毎日オリオンズの荒巻淳が駒沢球場での対大映スターズ7回戦において延長10回1死まで無安打無得点に抑えていたものの、増田卓に初安打を打たれ、ノーヒットノーラン達成ならず。試合も延長12回0対4で敗れ、荒巻は敗戦投手となった[16]。

### 6月
- 6月4日
  - 西鉄ライオンズの大津守が平和台球場での対近鉄7回戦に先発し、8対0でノーヒットノーランを達成[17]。
- 6月19日 - 近鉄の武智文雄が大阪球場での対大映7回戦に先発し、パ・リーグ史上初の完全試合を達成[18]。
- 6月22日 - 毎日は駒沢球場での対東映7回戦の3回表に1イニング5失策、1試合7失策[19]。

### 7月
- 7月7日 - 後楽園球場での国鉄対大洋9回戦で国鉄が6対0で勝ち、セ・リーグでは史上4度目の無残塁[20]。
- 7月16日
  - 大洋の青田昇が三次での対広島16回戦の四回表に9号本塁打を打ち、史上2人目のプロ通算200本塁打を達成[21]。
  - 巨人の中尾碩志が川崎球場での対国鉄16回戦で今季10勝目を挙げ、プロ通算200勝を達成。
- 7月20日 - 中日の原田徳光が中日球場での対大洋14回戦の一回裏に二塁打を打ち、プロ通算1000安打を達成。戦後プロ入りしたセ・リーグの選手で初[22]。
- 7月23日 - 大洋が後楽園球場での対読売ジャイアンツダブルヘッダー13、14回戦に2対10、0対4で敗れ、セ・リーグタイ記録の14連敗[23]。
- 7月24日 - 大洋は後楽園球場での対巨人15回戦に3対1で勝利し、連敗を14で止める[24]。
- 7月28日 - 広島の長持栄吉が神戸市民球場での対阪神11回戦の八回表二死満塁の場面で代打て出場し、プロ通算1000試合出場を達成[25]。
- 7月30日 - トンボユニオンズのヴィクトル・スタルヒンが対近鉄戦（川崎球場）において日本プロ野球史上初の通算300勝を達成。ただし、当時は1939年の勝利数を2つ少なくする記録の修正がされていたため、9月4日の大映戦での勝利が300勝目とされた。

### 8月
- 8月1日 - 川崎球場でのトンボ対毎日9回戦でトンボは1試合10失策のプロ野球タイ記録[26]。
- 8月10日 - 第26回都市対抗野球大会の決勝戦が行われ、全鐘紡が鐘淵化学を5対1で破り、3年ぶり4度目の優勝を達成する。
- 8月17日 - 第37回全国高等学校野球選手権大会の決勝戦が甲子園球場にて午後2時から行われ、四日市が坂出商を4対1で破り、初出場で初優勝を達成[27]。
- 8月18日 - 中日対大洋20回戦が中日球場で行われ中日が2対1で勝ち、セ・リーグタイ記録の15連勝[28]。
- 8月19日 - 巨人対中日22回戦が後楽園球場で行われ巨人が2対1で勝ち、敗れた中日は連勝が15で止まる[29]。
- 8月24日 - 南海の飯田徳治が対トンボ戦（川崎）においてサイクル安打を達成。

### 9月
- 9月6日 - 国鉄の大脇照夫が中日球場での対中日21回戦に先発し、9回までの投球72球のセ・リーグ最少記録[30]。
- 9月9日 - パ・リーグはペナント・レース1位に同率チームが出来た場合、優勝決定戦を行うことを決定[31]。

### 10月
- 10月6日 - 南海が平和台球場での西鉄22回戦に9-7で勝利し、2年ぶり4度目のパ・リーグ優勝達成[32]。
- 10月7日 - 巨人は横浜での対国鉄ダブルヘッダー第2試合の対23回戦に3-2でサヨナラ勝ちし、中日が大阪での対阪神対阪神ダブルヘッダー第2試合の24回戦に0-4で敗れたため、巨人の2年ぶり4度目のセ・リーグ優勝を達成[33]。
- 10月8日 - 毎日の荒巻淳が川崎球場での対トンボ20回戦で18勝目を上げ、プロ通算100勝を達成[34]。
- 10月11日
  - 1955年度のセ・パ両リーグの最高殊勲選手、最優秀新人、ベストナインを決める記者投票の開票が行われ、最高殊勲選手にセは巨人の川上哲治、パは飯田徳治、最優秀新人にセは阪神の西村一孔、パは毎日の榎本喜八、沢村賞に巨人の別所毅彦、パの最優秀投手に南海の中村大成がそれぞれ選出される[35]。
  - 巨人の藤本英雄が和歌山での対広島ダブルヘッダー第二試合の26回戦の五回より救援登板して勝利投手となり、プロ通算200勝を達成[36]。
- 10月12日 - 国鉄の金田正一が後楽園球場での対中日ダブルヘッダー第1試合の23回戦の五回表に大矢根博臣から今季336個目の三振を奪い、沢村栄治が1937年の更新する1シーズン最多奪三振の新記録となる[37]。
- 10月13日 - パ・リーグの全日程が終了。南海は日本プロ野球最多のシーズン99勝をあげる。トンボは勝率.350を切ったため、制裁金500万円を払うことになった[38]。
- 10月19日 - 国鉄の金田正一が長野市営球場での対阪神26回戦で10三振を奪い、メジャーリーグの1シーズン最多奪三振348を更新する今季通算350奪三振となる[39]。
- 10月24日 - 日本シリーズの巨人対南海の第7戦が行われ、巨人が南海を4-0で下して4勝3敗とし、2年ぶり4度目の日本一達成[40]。

### 11月
- 11月23日 - 巨人対大洋ダブルヘッダー25、26回戦が神宮球場で行われ巨人が4対1、1対0で勝利。セ・リーグは全日程を終了[41]。

## 誕生

### 1月
- 1月14日 - 岩下正明

### 2月
- 2月1日 - 新屋晃
- 2月12日 - グレッグ・ジョンストン
- 2月17日 - 羅本新二
- 2月23日 - 斉藤明夫
- 2月24日 - 山川猛
- 2月27日 - 池田弘

### 3月
- 3月12日 - ルパート・ジョーンズ
- 3月18日 - ドウェイン・マーフィー

### 4月
- 4月4日 - 高橋俊春
- 4月11日 - 山村善則
- 4月16日 - ブルース・ボウチー
- 4月18日 - 河埜敬幸
- 4月18日 - ボビー・カスティーヨ
- 4月19日 - 遠藤一彦
- 4月26日 - 佃正樹（+ 2007年）
- 4月29日 - 秋田秀幸

### 5月
- 5月3日 - 三浦道男
- 5月9日 - 掛布雅之
- 5月9日 - 藤田学
- 5月11日 - 山村善則
- 5月12日 - 坂巻明
- 5月20日 - 植上健治（+ 1995年）
- 5月25日 - 江川卓
- 5月29日 - 花増幸二
- 5月30日 - 深沢恵雄

### 6月
- 6月6日 - クリス・ナイマン
- 6月10日 - フロイド・バニスター
- 6月12日 - 柳原隆弘
- 6月20日 - 平野謙
- 6月24日 - 藤岡貞明
- 6月25日 - 石井邦彦
- 6月26日 - 堀場英孝

### 7月
- 7月3日 - マット・キーオ（+ 2020年）
- 7月13日 - 達川光男
- 7月14日 - 今成泰章

### 8月
- 8月1日 - 古屋英夫
- 8月2日 - 山根和夫
- 8月6日 - ロン・デービス
- 8月13日 - 袴田英利（+ 2025年）
- 8月19日 - テリー・ハーパー
- 8月30日 - 大野豊

### 9月
- 9月2日 - 山倉和博
- 9月3日 - 田中由郎
- 9月15日 - 金光興二
- 9月16日 - ロビン・ヨーント
- 9月17日 - マーシャル・ブラント
- 9月26日 - 石井昭男

### 10月
- 10月5日 - 立野政治
- 10月8日 - 黒坂幸夫
- 10月10日 - 植松精一
- 10月17日 - ブライアン・スニッカー
- 10月24日 - 高英傑

### 11月
- 11月9日 - 平田恒雄（+ 2016年）
- 11月28日 - 馬淵史郎

### 12月
- 12月20日 - 山下浩二（+ 2007年）
- 12月22日 - デビッド・デントン
- 12月23日 - キース・カムストック
- 12月31日 - ジム・トレーシー

## 死去
- 11月4日 - サイ・ヤング
- 12月6日 - ホーナス・ワグナー